# Trónok harca (3. évad)
A Trónok harca című amerikai fantasy-drámasorozat harmadik évadja az Amerikai Egyesült Államokban 2013. március 31-én debütált a HBO televíziós csatornán, a befejező epizód június 9-én kerül adásba. A sorozat részeinek bemutatása Magyarországon feliratozva egy nappal az eredeti vetítést követően történt. Az előző évadokhoz hasonlóan a harmadik évad is tíz, egyenként kb. 55 perces részből áll.
Az évad nagyjából George R. R. Martin Kardok vihara című regényének (mely A tűz és jég dala regénysorozat harmadik kötete) első felét dolgozza fel. A történetet David Benioff és D. B. Weiss adaptálta televízióra. Az előző évadokból Peter Dinklage, Nikolaj Coster-Waldau, Lena Headey, Emilia Clarke és Kit Harington is visszatér a képernyőre. Új szereplőként tűnik fel Diana Rigg, Ciarán Hinds, Nathalie Emmanuel és Iwan Rheon.
Az évad kritikai fogadtatása pozitív volt és felülmúlta az előző évad nézettségi mutatóit is. Tizenhat Primetime Emmy-jelölésből kettőt nyert meg.

## Epizódok listája
| Sor. | Év. | Cím                                                   | Rendező           | Író                          | Premier                             | Nézettség   |
| --- | --- | ----------------------------------------------------- | ----------------- | ---------------------------- | ----------------------------------- | ----------- |
| 21. | 1.  | Valar Dohaeris (Valar Dohaeris)                       | Daniel Minahan    | David Benioff és D. B. Weiss | 2013. március 31. 2013. április 1.  | 4,37 millió |
| Az Éjjeli Őrség testvéreinek egy csoportja – köztük Samwell Tarly és Mormont parancsnok – túlélik a támadást az Ökölnél, és a Fal felé veszik az irányt, hogy figyelmeztessék a Hét Királyságot a Mások visszatértéről. Havas Jont a Falon Túli Király, Mance Rayder elé viszik, ahol a vadak közé áll. A kegyvesztett Tyrion sikertelenül próbálja kiharcolni jussát apjától, a király új Segítőjétől. Margaery Tyrell jótékonykodásba kezd, Királyvár árváit segíti, ami sem Joffrey, sem Cersei tetszését nem nyeri el. Salladhor Saan a feketevízi csata után megmenti Ser Davost, és Sárkánykőre viszi. Davos ott rájön, hogy Melisandre teljesen megmérgezte Stannis elméjét. Miután megpróbálja megölni a nőt, börtönbe kerül. A Keskeny-tengeren túl Daenerys Astaporba érkezik, hogy hadsereget vásároljon magának brutálisan kiképzett rabszolgákból, a Makulátlanokból. Ser Barristan Selmy, aki a szolgálatába akar állni, megmenti a qarthi boszorkánymesterek merényletétől. |     |                                                       |                   |                              |                                     |             |
| 22. | 2.  | Sötét szárnyak, sötét szavak (Dark Wings, Dark Words) | Daniel Minahan    | Vanessa Taylor               | 2013. április 7. 2013. április 8.   | 4,27 millió |
| Brienne a Folyóvidéken keresztül Királyvár felé viszi Jaime-et. A férfi megszerzi az egyik kardját, ám párbajukat megzavarja a Robb Stark kötelékébe tartozó Bolton-házat képviselő csapat. Catelyn apja váratlanul meghal, így Robb Zúgóba indul, ami további elégedetlenségre ad okot Lord Karstarknak – akinek fiait Jaime megölte. Arya, Gendry és Meleg Pite szintén Zúgóba tart, ám a Lobogó Nélküli Testvériségbe botlanak, akik lázadással próbálják megvédeni Westerost. Magukkal viszik őket, ám Véreb, aki a foglyuk, felismeri és felfedi Arya kilétét. Margaery Tyrell és nagyanyja Olenna, a Tüskék Királynője ismeretséget kötnek Sansával, aki Joffrey szörnyű természetéről beszél nekik. Theon Greyjoyt ismeretlen fogvatartói kínozzák. Bran, Rickon, Osha és Hodor találkoznak egy testvérpárral, Jojen és Meera Reeddel, akiknek atyja Robbhoz hűséges. Jojen elmondja, hogy neki is Branéhez hasonló álmai vannak. |     |                                                       |                   |                              |                                     |             |
| 23. | 3.  | A büntetés útja (Walk of Punishment)                  | David Benioff     | David Benioff és D. B. Weiss | 2013. április 14. 2013. április 15. | 4,72 millió |
| Robb és Catelyn részt vesznek Hoster Tully temetésén Zúgóban. Tywin Lannister Kisujjat a Völgybe küldi, hogy feleségül vegye Lady Arrynt, míg Tyriont teszi meg az új pénzmesternek. Arya és Gendry a fogadóban elválnak Meleg Pitétől, és a Lobogó Nélküli Testvériséggel tartanak. Mance Rayder egy csapat vaddal a Fal megmászására küldi Havas Jont. Az Éjjeli Őrség túlélői visszaérkeznek Casterhez, ahol Sam megtudja, hogy Gilly fiút szült. Theon Greyjoyt egy ismeretlen jótevő kimenti fogságából. Melisandre elhagyja Sárkánykőt. Daenerys beleegyezik, hogy egyik sárkányáért cserébe megvásároljon nyolcezer Makulátlant és a tolmács Missandei-t, bár Ser Barristan és Ser Jorah is ellenzi. Jaime ráveszi fogvatartóját, Locke-ot, hogy ne hagyja Brienne-t megerőszakolni, de Locke levágja Jaime kardforgató kezét. |     |                                                       |                   |                              |                                     |             |
| 24. | 4.  | És őrsége most véget ér (And Now His Watch is Ended)  | Alex Graves       | David Benioff és D. B. Weiss | 2013. április 21. 2013. április 22. | 4,87 millió |
| Jaime kardot lop fogvatartóitól, de azonnal legyőzik, és újra elfogják. Bran Jojen Reed segítségével továbbkeresi a háromszemű varjút. Crasternél az Éjjeli Őrség túlélői éheznek, és vitába keverednek vendéglátójukkal. Crastert és a főparancsnokot is megölik, míg Sam Szegfűvel és a fiával elmenekül. Aryát és Gendryt a Lobogó Nélküli Testvériség titkos barlangjába viszik, ahol találkoznak annak vezetőjével, Beric Dondarrionnal, aki párbaj általi ítéletet szab ki a Vérebnek. Theon Greyjoyt elárulja a takarítófiú, aki visszaviszi őt a kínzókamrába. Daenerys és Kraznys meg kötik az üzletüket: egy sárkány a Makulátlan-hadseregért cserébe. A hadsereget a városra küldi, hogy öljék meg korábbi rabszolgamestereiket, és visszaveszi sárkányát. |     |                                                       |                   |                              |                                     |             |
| 25. | 5.  | Akit a tűz megcsókolt (Kissed by Fire)                | Alex Graves       | Bryan Cogman                 | 2013. április 28. 2013. április 29. | 5,35 millió |
| Kisujj segítségével a Lannisterek felfedik a Tyrellek tervét, amely szerint Sansát Loras Tyrell-lel akarják összeházasítani. Ezt megelőzendő Tywin Lannister Tyrionhoz akarja adni a lányt, és Cersei kezét szánja Lorasnak, amelyet mindkét gyermeke ellenez. Stannis bevallja feleségének, Selyse-nek hűtlenségét, de az asszony már eleve tudta, és helyeselte ezt. Lányuk, Shireen belopakodik a börtönbe, hogy meglátogassa Davost, akit olvasni tanít. A Véreb legyőzi Lord Bericet egy párviadalban, ezért szabadon eltávozhat. Gendry úgy dönt, a testvériséggel marad, Thoros és Beric pedig váltságdíjat akar követelni Robb Starktól Aryáért cserébe. Miután Roose Boltonhoz viszik, Jaime bevallja Brienne-nek, hogy annak idején miért végzett az Őrült Királlyal. Folyóvölgyben Robb a tiltakozások ellenére is úgy dönt, kivégzi Lord Karstarkot a két elfogott Lannister-fiú megölése miatt. A Karstarkok emiatt elhagyják seregét, így Robb kénytelen Walder Frey-jel szövetséget kötni. Havas Jon igyekszik elnyerni a Vadak bizalmát, miközben fontos információkat hallgat el előlük. Később Ygritte-tel egy barlangban szeretkeznek. Daenerys Targaryen Makulátlanjai Szürke Férget választják meg vezetőjüknek.                             |     |                                                       |                   |                              |                                     |             |
| 26. | 6.  | A mászás (The Climb)                                  | Alik Szaharov     | David Benioff és D. B. Weiss | 2013. május 5. 2013. május 6.       | 5,50 millió |
| Királyvárban Tywon Lannister meggyőzi Olena Tyrellt, hogy adja Lorast Cerseihez. Tyrion nagy nehezen elárulja Shae-nek és Sansának, hogy feleségül kell vennie Sansát. Baelish elmondja Varysnak, tud arról, hogy Ros Varys informátora volt, ezért a lányt Joffreynek adta, aki végzett vele. Folyóvölgyben Melisandre megvásárolja Gendryt a testvériségtől, mely felháborítja Aryát. Robb Stark igyekszik Walder Frey kedvében járni, és beleegyezik abba, hogy Edmure-t hozzáadják Frey egyik lányához. Roose Bolton azt tervezi, hogy Királyvárba küldi Jaime-t, de Brienne-t nem akarja elengedni. Ismeretlen helyszínen a titokzatos fiú tovább kínozza Theont. Északon Branék között nézeteltérés támad, miközben Jojen Havas Jont látja látomásaiban. A Falon túl Sam, Szegfű és a lány újszülött gyermeke folytatják útjukat, mialatt Jon és Ygritte megmásszák a Falat. |     |                                                       |                   |                              |                                     |             |
| 27. | 7.  | A medve és a szűz (The Bear and the Maiden Fair)      | Michelle MacLaren | George R. R. Martin          | 2013. május 12. 2013. május 13.     | 4,84 millió |
| Északon Jojen elmondja Brannek, hogy a Falon túlra kell utazniuk a háromszemű varjú megtalálásához. Jon és Ygritte kapcsolata tovább elmélyül, amit Orell rossz szemmel néz. Kínzója kasztrálja Theont. Talisa elárulja Robbnak, hogy terhes. Arya elszökik a Testvériségtől, azonban menekülés közben a Véreb fogságába esik. Gendry Melisandrétól megtudja, hogy Robert Baratheon volt a fiú apja. Shae nem hajlandó folytatni Tyrionnal való kapcsolatát, miután Tyrion megházasodott. Daenerys eléri Yunkai városát, ahol követ érkezik hozzá. Roose Bolton elhagyja Harrenhallt, hogy az Ikrekbe utazzon, miközben Jaime elbúcsúzik Brienne-től és Királyvár felé veszi útját. Útközben Qyburn elmeséli neki, hogyan veszítette el mesterként a láncát és azt is, hogy Locke nem fogadta el Brienne apjának váltságdíját. Jaime visszatér Harrenhallba, ahol Brienne-t egy küzdőveremben találja, egy medvével szemben. Megmenti a nő életét és együtt indulnak el ismét Királyvárba. |     |                                                       |                   |                              |                                     |             |
| 28. | 8.  | Második fiak (Second Sons)                            | Michelle MacLaren | David Benioff és D. B. Weiss | 2013. május 19. 2013. május 20.     | 5,13 millió |
| Királyvárban megrendezik Tyrion és Sansa esküvőjét. A lakodalomban a részeg Tyrion okoz felfordulást, majd a nászéjszakán közli Sansával, hogy nem fogja erőltetni a házaséletet, amíg a lány nem akarja azt. A Véreb elárulja Aryának, hogy az Ikrek felé tartanak, ahol a Véreb váltságdíjat akar követelni Robbtól húgáért cserébe. Stannis szabadon engedi Davost. Melisandre és Gendry Sárkánykőre érkezik, a vörös papnő elcsábítja Gendryt és piócákkal vért szerez tőle. A piócákat tűzbe hajítja, miközben Stannis megnevezi három trónbitorlóját. Daenerys megtudja, hogy Yunkai a Második Fiak elnevezésű zsoldoscsapat védelme alatt áll. Az egyik parancsnok, Daario Naharis megöli a többi zsoldosvezért és hűséget ajánl Daenerysnek. Samet és Szegfűt megtámadja a Mások egyik élhalottja, amelyet Sam egy sárkányüveg-tőrrel pusztít el. |     |                                                       |                   |                              |                                     |             |
| 29. | 9.  | Castamere-i esők (The Rains of Castamere)             | David Nutter      | David Benioff és D. B. Weiss | 2013. június 2. 2013. június 3.     | 5,22 millió |
| Sam és Szegfű megérkezik a Falhoz. Egy vihar során Brannek sikerül belépnie Hodor elméjébe, hogy lenyugtassa a vihartól megrettent Hodort. Jon nem hajlandó megölni egy ártatlant, ezért Tormund elrendeli Jon megölését. Bran varg-képességével megmenti Jon életét, aki megöli Orellt, majd megszökik, maga mögött hagyva a dühödt Ygritte-t. Daenerys parancsára Jorah, Daario és Szürke Féreg behatol Yunkaiba, hogy belülről nyissák ki a városkapukat a támadó sereg számára. Robb megérkezik az Ikrek várába, és Walder Frey bocsánatáért esedezik, aki látszólag elfogadja a bocsánatkérést. Edmure feleségül veszi Roslin Freyt, de a lakoma alatt Walder emberei meggyilkolják Catelynt, Talysát és a Starkok legtöbb emberét, Roose Bolton pedig Robbal végez. Arya is a helyszínre érkezik, ahol szembesül a mészárlással, de a Véreb egy ütéssel elkábítja és biztonságos helyre viszi. |     |                                                       |                   |                              |                                     |             |
| 30. | 10. | Mhysa (Mhysa)                                         | David Nutter      | David Benioff és D. B. Weiss | 2013. június 9. 2013. június 10.    | 5,39 millió |
| A Frey-ház megkapja Zúgót, míg Roose Boltont kinevezik „Észak védelmezőjének”, és ezzel a Lannister-ház győzelmet arat az északiak felett. Arya és a Véreb szemtanúi lesznek, ahogy Frey katonák Robb lefejezett testével masíroznak, amelyhez Robb farkasának fejét rögzítették. Később négy, a gyilkosságról beszélgető Frey emberrel találkoznak, akik közül Arya egyet megöl, míg a többivel a lány segítségére siető Véreb végez. Eközben a Greyjoy-ház Rémvár ellen indul, hogy kiszabadítsák Theont, akit Bolton fattya, Ramsay tart fogva. Királyvárban Tywin megfenyíti Tyriont, amiért az még nem ejtette teherbe Sansát, és a család fontosságát emlegeti. Jaime és Brienne megérkeznek a fővárosba, és Jaime azonnal felkeresi Cerseit. Miután találkozik Sammel, Aemon mester Északról hollókat küld szerte Westerosba a Mások érkezéséről. Sam segít Brannek és társaságának átjutni a Faltól északra. Ygritte, mikor utoléri Jont, három nyilat lő rá, és eltalálja. Jon sikeresen elszökik, és eléri Fekete Vár kapuját. Davos Sárkánykőn segít Gendrynek megszökni, míg Stannis megkapja a Másokról szóló hollót. A yunkai rabszolgák a Keskeny-tengeren túl ünnepelve fogadják Daeneryst, és „mhysa”-nak nevezik, amely nyelvükön anyát jelent. |     |                                                       |                   |                              |                                     |             |

## Szereplők

### Főszerepben
- Peter Dinklage, mint Tyrion Lannister (9 epizód)
- Nikolaj Coster-Waldau, mint Ser Jaime Lannister (7 epizód)
- Lena Headey, mint Cersei Lannister (8 epizód)
- Emilia Clarke, mint Daenerys Targaryen (8 epizód)
- Kit Harington, mint Havas Jon (8 epizód)
- Richard Madden, mint Robb Stark (7 epizód)
- Iain Glen, mint Ser Jorah Mormont (8 epizód)
- Michelle Fairley, mint Catelyn Stark (8 epizód)
- Aidan Gillen, mint Lord Petyr Baelish (4 epizód)
- Charles Dance, mint Tywin Lannister (8 epizód)
- Liam Cunningham, mint Tengerjáró Davos (4 epizód)
- Stephen Dillane, mint Stannis Baratheon (5 epizód)
- Carice van Houten, mint Melisandre (6 epizód)
- Natalie Dormer, mint Margaery Tyrell (6 epizód)
- Isaac Hempstead-Wright, mint Bran Stark (6 epizód)
- Sophie Turner, mint Sansa Stark (8 epizód)
- Maisie Williams, mint Arya Stark (9 epizód)
- Alfie Allen, mint Theon Greyjoy (6 epizód)
- Jack Gleeson, mint Joffrey Baratheon (7 epizód)
- John Bradley, mint Samwell Tarly (8 epizód)
- Oona Chaplin, mint Talisa Maegyr (6 epizód)
- Joe Dempsie, mint Gendry (8 epizód)
- Rose Leslie, mint Ygritte (8 epizód)
- Sibel Kekilli, mint Shae (6 epizód)
- Rory McCann, mint Sandor Clegane (8 epizód)
- Conleth Hill, mint Varys (5 epizód)
- Jerome Flynn, mint Bronn (4 epizód)
- James Cosmo, mint Jeor Mormont (4 epizód)

### Mellékszerepben
A falon túl
- Ciarán Hinds, mint Mance Rayder (3 epizód)
- Robert Pugh, mint Craster (2 epizód)
- Mackenzie Crook, mint Orell Skinchanger (6 epizód)
- Kristofer Hivju, mint Tormund Giantsbane (7 epizód)
- Mark Stanley, mint Grenn (4 epizód)
- Ben Crompton, mint "Dolorous" Edd Tollett (4 epizód)
- Luke Barnes, mint Rast (4 epizód)
- Burn Gorman, mint Karl Tanner (2 epizód)
- Hannah Murray, mint Gilly (6 epizód)
- Edward Dogliani, mint Csont király (1 epizód)

Északon
- Natalia Tena, mint Osha (4 epizód)
- Iwan Rheon, mint a fiatal Havas Ramsay (6 epizód)
- Thomas Sangster, mint Jojen Reed (6 epizód)
- Ellie Kendrick, mint Meera Reed (5 epizód)
- Kristian Nairn, mint Hodor (5 epizód)
- Art Parkinson, mint Rickon Stark (4 epizód)
- Peter Vaughan, mint Maester Aemon (1 epizód)
- Josef Altin, mint Pypar (1 epizód)
- Charlotte Hope, mint Myranda (1 epizód)

A Vas-szigeteken
- Patrick Malahide, mint Balon Greyjoy (1 epizód)
- Gemma Whelan, mint Yara Greyjoy (1 epizód)

A Folyóvidéken
- David Bradley, mint Walder Frey (2 epizód)
- Gwendoline Christie, mint Tarthi Brienne (7 epizód)
- Richard Dormer, mint Beric Dondarrion (4 epizód)
- Paul Kaye, mint Myri Thoros (6 epizód)
- Clive Russell, mint Brynden Tully (5 epizód)
- Tobias Menzies, mint Edmure Tully (5 epizód)
- Noah Taylor, mint Locke (5 epizód)
- Michael McElhatton, mint Roose Bolton (7 epizód)
- Anton Lesser, mint Qyburn (4 epizód)
- Ben Hawkey, mint Meleg Pite (2 epizód)
- John Stahl, mint Rickard Karstark (3 epizód)
- Philip McGinley, mint Anguy (6 epizód)
- Tom Brooke, mint "Lame" Lothar Frey (2 epizód)
- Tim Plester, mint "Black" Walder Rivers (2 epizód)
- Alexandra Dowling, mint Roslin Tully (1 epizód)

Királyvárban
- Diana Rigg, mint Olenna Tyrell (5 epizód)
- Julian Glover, mint Pycelle nagymester (3 epizód)
- Finn Jones, mint Loras Tyrell (5 epizód)
- Esmé Bianco, mint Ros (4 epizód)
- Daniel Portman, mint Podrick Payne (4 epizód)
- Ian Beattie, mint Meryn Trant (2 epizód
- Paul Bentley, mint a Fő Septon (1 epizód)
- Will Tudor, mint Olyvar (1 epizód)

A Rabszolga-öbölben
- Ian McElhinney, mint Barristan Selmy (8 epizód)
- Dan Hildebrand, mint Kraznys mo Nakloz (3 epizód)
- Nathalie Emmanuel, mint Missandei (8 epizód)
- Jacob Anderson, mint Szürke Féreg (5 epizód)
- Ed Skrein, mint Daario Naharis (3 epizód)

Sárkánykőn
- Lucian Msamati, mint Salladhor Saan (1 epizód)
- Tara Fitzgerald, mint Selyse Baratheon (1 epizód)
- Kerry Ingram, mint Shireen Baratheon (2 epizód)

## Fordítás
Ez a szócikk részben vagy egészben  a   Game of Thrones (season 3) című angol Wikipédia-szócikk fordításán alapul.  Az eredeti cikk szerkesztőit annak laptörténete sorolja fel. Ez a jelzés csupán a megfogalmazás eredetét és a szerzői jogokat jelzi, nem szolgál a cikkben szereplő információk forrásmegjelöléseként.